# Рачинський Сергій Олександрович
Сергій Олександрович Рачинський (14 травня 1833, с. Татєво, Смоленська губернія — 15 лютого 1902, там же) — російський вчений, педагог, просвітитель, професор Московського університету, ботанік і математик. Член-кореспондент Імператорської Санкт-Петербурзької Академії Наук. Надвірний радник.

## Пращури
Рачинські — дворянський рід, герба Наленч, що походив з Великої Польщі і висхідний до XIII століття. Ян Рачинський отримав від Владислава IV землі в Більському повіті. Його діти, Данило і Ян, вступили в 1656 році в підданство Росії.
До цього роду, внесеному в VI частину родовідної книги Смоленської губернії (Загальний гербовник дворянських родів Всеросійської імперії, частина VI, стор. 107), належав Сергій Олександрович Рачинський.

## Біографія
Народився 15 травня 1833 року в селі Татєв в сім'ї Олександра Антоновича Рачинського (27.9.1799 — 1866), капітана Муромського піхотного полку. Олександр Антонович Рачинський народився в сім'ї таємного радника Антона Михайловича Рачинського (1769 — 19.11.1825) та Олександри Миколаївни (до шлюбу Потьомкіної).
У родині, крім Олександра, народилися сини: Михайло (р. 26.1.1801), Микола (р. 20.3.1804), Олексій (16.4.1808 — 1888); і дочки: Анастасія (р. 7.3.1802), одружена з Калітіним; Катерина (25.6.1808 — 1893); Ганна (р. 16.12.1809), одружена з Миколою Івановичем Каховським; Софія (10.1.1811 — 1860); Надія (17.1.1812 — 19.7.1813) і Ольга (11.7.1813 — 1886), одружена А. Е. Стремоуховим. Олександр Антонович Рачинський в Алфавіті Боровкова відзначений як піднаглядний, і сестри знаменитого поета Євгена Баратинського, Варвари Абрамівни (1810—1891)
У сім'ї народилися: Володимир (7.2.1831 — 17.2.1888); Олександра (30.1.1832 — ?); Сергій; Ольга (20.5.1834 — 1917), одружена з Еммануїлом Олександровичем Дмитрієвим-Мамоновим; Варвара (8.10.1836 — 1910); Олександр (16.6.1839 — 1906); Костянтин (20.3.1838 — 1909).
У віці 15 років Сергій Рачинський вступив на медичний факультет Московського університету. Провчившись тут два роки перевівся на природниче відділення фізико-математичного факультету, який закінчив у 1853 році.
Після закінчення університету він недовго служив в Архіві закордонних справ, потім в 1856 році виїхав у Європу, продовжуючи навчання у відомих університетах Німеччини. Повернувшись із-за кордону, захистив дисертацію за темою «Про рух вищих рослин», отримав звання магістра і став керівником кафедри фізіології рослин у Московському університеті. У 24 роки за великий твір «Про деякі хімічні перетворення рослинних тканин» йому було присуджено вчений ступінь доктора ботаніки.
У 1861 році С. А. Рачинський та Я. А. Борзенков переклали і видали «Фізіологію повсякденного життя» Р. Р. Льюїса. У 1864 році у перекладі С. А. Рачинського вперше з'явилося російською мовою «Походження видів» Чарльза Дарвіна.
В університеті Рачинського любили і студенти і викладачі за велику і безкорисливу громадську діяльність. Він був членом опікунського комітету про бідних студентах, його обирали суддею університетського суду, він надавав матеріальну допомогу бідним особливо обдарованим студентам. Починаючи з 1861 року ад'юнкти Сергій Олександрович і його брат Костянтин Олександрович (1838—1909?) Рачинський «виявили бажання жертвувати щорічно зі своєї платні кожен по 500 руб. сріблом на відправлення за кордон для удосконалення в математичних і природничих науках молодих людей за призначенням фізико-математичного факультету». На ці кошти в 1862 році був відряджений за кордон майбутній відомий фізик Олександр Григорович Столєтов (1839—1896).
У 1867 році із-за конфлікту прогресивних професорів з адміністрацією вийшов у відставку, жив без місця. У Москві в будинку С. А. Рачинського на Малій Дмитрівці, а потім в одному з провулків поблизу Остоженки збиралися науковці, літератори, художники. Тут господар будинку познайомився з Л. М. Товстим, П. І. Чайковським, зблизився з братами Аксаковими, сім'єю В. Ф. Одоєвського, істориком В. І. Герье та ін. Бесіди з Л. Н. Товстим знову направили його увагу до проблем народної освіти. С. А. Рачинський почав допомагати сестрі Варварі Олександрівні проводити заняття з дітьми в селянській школі.
У 1872 році повернувся в родове село Татєв. Будівельник і вчитель першої в Росії сільської школи з гуртожитком для селянських дітей.
У перший період вчительської діяльності Рачинський вів пошуки в руслі ідей німецького педагога Карла Фолькмара Стоячи (1815—1885) і Л. Толстого, з якими листувався. У 1880-х роках він став головним у Росії ідеологом церковно-парафіяльної школи, почала змагатися з земською школою. «Замітки про сільських школах», публікуються їм в «Російському віснику», «Руси», «Церковних відомостях» сприяли розвитку національної педагогіки. У той час Рачинський прийшов до висновку, що «перша з практичних потреб російського народу… є спілкування з Божеством»; «не до театру тягнеться селянин у пошуках мистецтва, а до церкви, не до газети, а до Божественної книзі». Рачинський вважав, що якщо людина навчиться читати по-церковнослов'янськи, йому будуть зрозумілі і Данте, Шекспір, а хто освоїть стародавні церковні «роспевы», той без праці зрозуміє Бетховена і Баха.
С. А. Рачинський також успішно практикував лікування заїкання за допомогою читання старо-слов'янських текстів та церковного співу. Їм написана робота «Заїкання і церковно-слов'янське читання», що увійшла в знамениту книгу «Сільська школа».
Костянтин Побєдоносцев писав про нього імператору Олександру III в 1883 році:

«Ви бажаєте пригадати, як кілька років тому я доповідав Вам про Сергія Рачинського, поважну людину, який, залишивши професорство в Московському університеті, виїхав жити в свій маєток, в самій віддаленій лісовій глушині Бєльського повіту Смоленської губернії, і живе там безвиїзно ось уже понад 14 років, працюючи з ранку до ночі для користі народної. Він вдихнув зовсім нове життя в ціле покоління селян… Став воістину благодійником місцевості, заснувавши і веде, з допомогою 4 священиків, 5 народних шкіл, які представляють тепер взірець для всієї землі. Це чудова людина. Все, що у нього є, і всі достатки свого маєтку він віддає до копійки на цю справу, обмеживши свої потреби до останнього ступеня»

Важливо відзначити, що перші сільські школи для селянських дітей у маєтках Боратинських і Рачинських були засновані жіночими представницями цих родів. Сергій Рачинський приєднався до вже існуючого явища і підняв його на більш високий рівень.
Перша школа була відкрита батьком Олександром Антоновичем, майором у відставці. Під час служби в Петербурзі він дружив з А. А. Дельвігом, спілкувався з поетами пушкінського кола і майбутніми декабристами. Олександр Антонович започаткував найбагатший татевський архів та бібліотеку. В 1861 році він побудував школу для селянських дітей, зробивши її піклувальниками старшого сина Володимира та доньку Варвару, які і стали в ній першими вчителями. В ній пізніше почав вчителювати Сергій Олександрович. У 1871 році відкрилося народне училище в селі Сергієвка Вяжлинської волості Кирсановского повіту Тамбовської губернії, засновницею і попечітелькою якого стала двоюрідна сестра Сергія Олександровича — Софія Сергіївна Чичеріна (до шлюбу Боратинська). До 1891 року в училищі нараховувався 91 учень, серед яких був майбутній архієпископ, православний подвижник, місіонер, духовний письменник Веніамін (Федченков), виходець з родини колишніх кріпаків Боратынских.

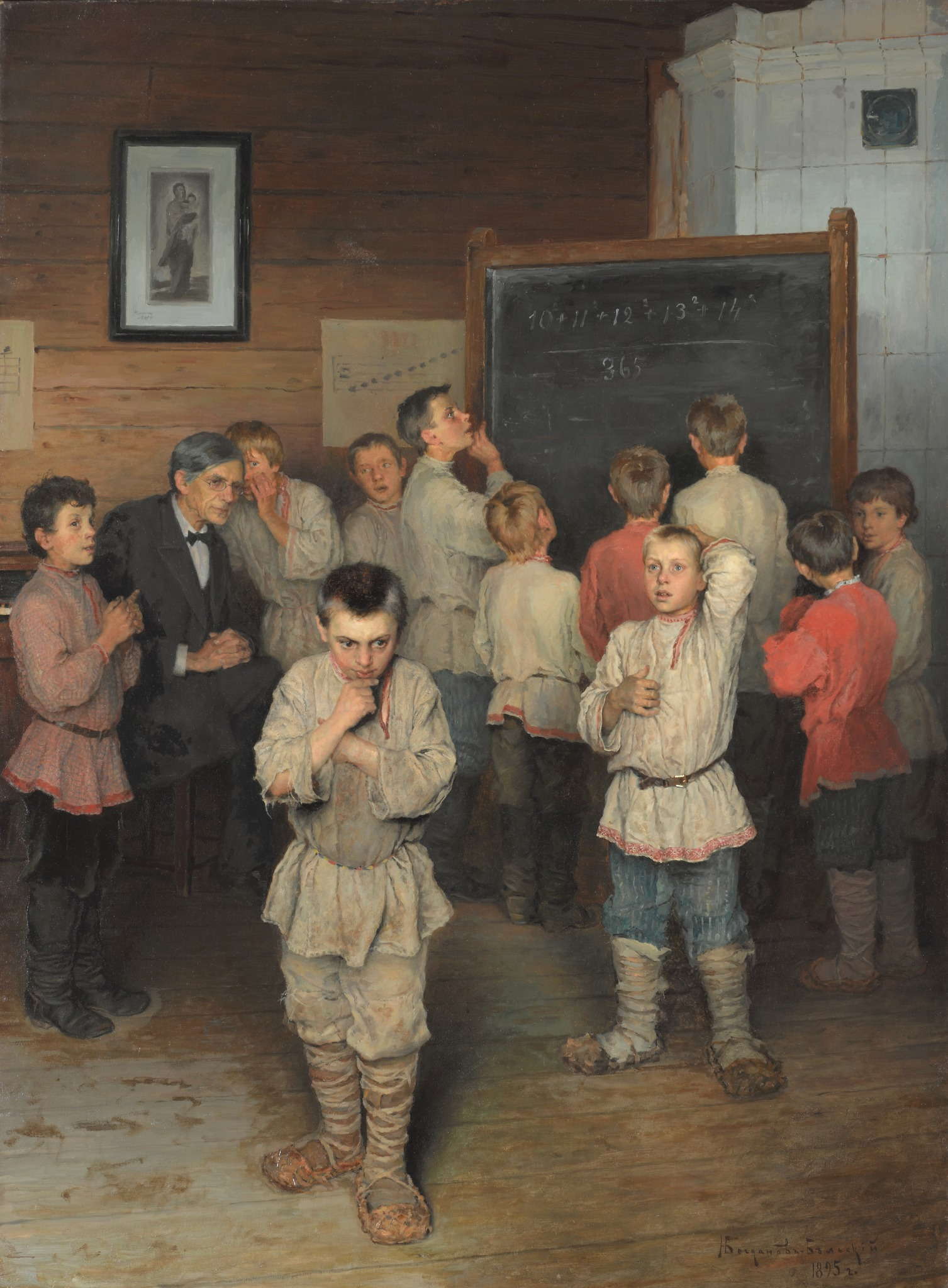
Усний рахунок. В народній школі С. А. Рачинського. Микола Богданов-Бєльський (1895)

Сергій Олександрович Рачинський був людиною різнобічних знань та інтересів, займався літературною творчістю. Разом з сестрою Варварою Олександрівною видав «Татевську збірку» з найціннішими матеріалами: листами, малюнками, віршами, які зберігалися в маєтку, Тобто Баратинським, Ст. Жуковського, А. Фета, П. В'яземського. Написав талановиті статті про літературу, живопис, музику. Співпрацював з журналом «Сільська школа» і створив два сюжети для опер Чайковського, які залишилися невтіленими.
У шкільній художній майстерні Рачинський сам проводив заняття з живопису, креслення і малювання. Тут же давав уроки його родич, художник Е. А. Дмитрієв-Мамонов. Під час відвідувань Татева зі шкільним хором займався С. В. Смоленський, музикант, відомий керівник Придворної співочої капели. Він же вів відбір кращих співаків зі школи для навчання в хорі Синодального училища.
14 травня 1899 році Микола II писав у Найвищому рескрипте на ім'я Сергія Рачинського: «Школи, вами засновані і керовані, перебуваючи в числі церковно-парафіяльних, стали розсадником в тому ж дусі вихованих діячів, училищем праці, тверезості і добрих вдач і живим зразком для всіх подібних установ. Близька серцю Моєму турбота про народну освіту, якому ви гідно служите, спонукає Мене виявити вам Мою щиру вдячність. Перебуваю до вас прихильний Микола»
У 1891 році Академія наук обрала С. А. Рачинського своїм членом-кореспондентом.
Багато випускників університетів приїжджали в Татєво, щоб попрацювати під його керівництвом. Пройшли «школу Рачинського» відомі педагоги-вчені Н. М. Горбів, В. А. Лебедєв, вчителі А. Д. Воскресенський, А. Голіцин.
З 1878 року школа мала статус церковно-приходської. У 1870-1880-х роках — чотирирічна, а в 1898 році — шестирічна. До 1924 року носила ім'я свого засновника Сергія Олександровича Рачинського, потім його ім'я, як і заслуги були забуті на десятиліття. Після Великої Вітчизняної війни школа отримала статус середньої загальноосвітньої. У 1998 році школі було повернуто ім'я С. А. Рачинського. З 1974 року при школі діє краєзнавчий музей. Завдяки роботі місцевих жителів під керівництвом директора Татєвської школи Л. А. Алі-Заде в 2000 році музей отримав статус комунального краєзнавчого музею імені Н. П. Богданова-Бєльського.
Помер Сергій Олександрович 15 травня 1902 року, в день свого народження, на руках Аркадія Аверьяновича Сєрякова (він зображений на картині Богданова-Бельського «У хворого вчителя»), одного з учнів та наступників, яким заповів продовжувати справу його життя. Пізніше А. А. Сєряков (1870—1929) став керівником Татєвської народної школи, його онучка і правнучка також викладали в Татєвській школі.
Похований С. А. Рачинський в ТатєвШаблон:МЗо в сімейному склепі.

## Пам'ять та історія
- У Татєво досі існує школа, заснована С. А. Рачинским і тепер носить його ім'я. Цегляна будівля школи збудована у 1907 році, але вже після смерті вчителя.
- За свідченням К. Ю. Стрілецької, вихованки школи і автора історико-педагогічного опису діяльності школи в Татєво, в кінці 1920-х років садиба була розграбована, останки були викинуті з фамільного склепу, на мармурових надгробках кували залізо, були розорені ставки і садово-парковий ансамбль садиби.
- Радянські історіографи стверджували, що при відступі у березні 1943 року німці зламали і вивезли паркет з дворянського будинку Рачинських, а сам будинок підірвали. Вивезли також могильні плити з фамільної усипальниці. Майже повністю був вирубаний парк з рідкісними рослинами, вирощеними тут С. А. Рачинським.
- У Татєво був влаштований німецький військовий госпіталь і німецьке військове кладовище (не збереглося).
- За деякими даними, в школі Рачинського до чернецтва працювала матінка Катерина (графиня Євгенія Борисівна Єфімовская), перша настоятелька Леснинського Свято-Богородицького монастиря (жіночий обитель у Франції). Школа Леснинського монастиря багато в чому була продовженням справи Рачинського.
- У школі 15 років вчителював Пилип Микитович Нікітін. Помер в 1907 році у віці 46 років. Похований в с. Татєво.
- Струнний квартет № 1 Чайковського (Квартет № 1, до мажор), в чотирьох частинах (складений і инструментован у лютому 1871 року в Москві) присвячений С. А. Рачинському, з яким Чайковський познайомився в Артистичному гуртку.

## Знамениті учні школи Рачинського
- Микола Петрович Богданов-Бєльський (1868—1945) — російський художник, учень до весни 1882 року, один із трьох юнаків, влаштованих в іконописну майстерню при Троїце-Сергієвій лаврі.
- Тит Ніконов — російський художник, портретист, учень до весни 1882 року, потім був влаштований в іконописну майстерню при Троїце-Сергієвій лаврі. Закінчив школу мистецтв. Т. Ніконов був із заможної селянської родини; художні здібності у нього проявилися рано. Особливо легко йому давалися зображення осіб, фігур людей, але похвали від вчителів йому діставалися рідко, тому що С. А. Рачинський помітив у ньому нетерпіння, бажання досягти швидкого результату без копіткої праці. Однак завдяки вихованій в ньому працьовитості Т. Ніконов закінчив школу мистецтв і став портретистом. Відомий гіпсовий медальйон з профілем Рачинського його роботи. Василь Ян повідомляє, що «Інший — виявився невдахою». Інше джерело повідомляє, що Т. Ніконов після одруження не став продовжувати навчання. Відомостей про його подальшу долю немає.
- Іван Петерсон — російський художник, зросійщений латиш, учень до весни 1882 року, потім був влаштований в іконописну майстерню при Троїце-Сергієвій лаврі. В. Петерсон став хорошим іконописцем, писав також і портрети. Після її закінчення В. Петерсон працював учителем малювання в Ново-Олександрівській школі Новіковим у Козловського повіті Тамбовської губернії, але помер дуже молодим.
- В. Л. Богданов — інфекціоніст, доктор медичних наук, член-кореспондент АМН СРСР.
- Олександр Петрович Васильєв (1868—1918) — протоієрей, духівник царської сім'ї, пастир-непитущий, патріот-монархіст.
- Микола Михайлович Синьов (1906—1991) — доктор технічних наук, професор, заслужений діяч науки і техніки РРФСР, у 1961—1991 — заступник голови державного комитетата СРСР по використанню атомної енергії, лауреат Сталінських і Державних премій (1943, 1951, 1953, 1967).
- Микола Степанович Третьяков (1873—1942) — викладач у московській школі, Малаховської гімназії, Московському університеті ім. А. Л. Шанявського; ставив постановки в дитячому народному театрі; створив музей дитячої творчості, займався педагогічною роботою та дитячим художнім вихованням спільно з В. Д. Полєновим, С. А. Рачинским, Н. Ст. Гіляровської.

## Основні роботи
- 1881 — «Замітки про сільськи школ [Архівовано 3 жовтня 2017 у Wayback Machine.]и»
- 1882 — «Народне мистецтво і сільська школа»
- 1888 — «Із записок сільського вчителя»
- 1889 — Листи С. [Архівовано 20 жовтня 2017 у Wayback Machine.] А. Рачинського до духовного юнацтва про тверезість. [Архівовано 20 жовтня 2017 у Wayback Machine.]
- 1891 — «Сільська школа»
- 1899 — Татєвський збірник С. А. Рачинського: З дод. портр. А. С. Хом'якова [Архівовано 3 жовтня 2017 у Wayback Machine.]

## Писилання
- Персональна сторінка Сергея Александровича Рачинского на офіційному сайті РАН (рос.)(рос.)
- Рачинский Сергей Александрович. Летопись Московского университета. Архів оригіналу за 1 грудня 2017. Процитовано 26 листопада 2017.
- Сергей Александрович Рачинский (1836—1902) [Архівовано 4 жовтня 2017 у Wayback Machine.] Архимандрит Георгий (Шестун), Русская народная линия
- Памяти Сергея Александровича Рачинского. [Архівовано 3 жовтня 2017 у Wayback Machine.] Танаевский С. — Казань, 1904.
- Татево помнит Рачинского [Архівовано 5 березня 2016 у Wayback Machine.]
- Шишкова М. П. Сергей Александрович Рачинский (Перевірено 2 вересня 2011)
- С. А. Рачинский на сайте www.biografija.ru
- У истоков национальной педагогики [Архівовано 6 березня 2016 у Wayback Machine.]
- Духовные традиции усадебной культуры рода Боратынских: Сборник материалов Всероссийского научного семинара
- Владимир Цыганков. Неизвестный Рачинский
- 1001 задача для умственного счёта [Архівовано 29 січня 2018 у Wayback Machine.] С. А. Рачинского.
- «Заикание и церковно-славянское чтение» [Архівовано 29 січня 2018 у Wayback Machine.] С. А. Рачинского.
- Латышина Д. И. История педагогики (История образования и педагогической мысли): Учеб. пособие. — М.: Гардарики, 2005. — 603 с. ISBN 5-8297-0104-9.
- Татевский дневник Рачинского [Архівовано 9 серпня 2017 у Wayback Machine.]
- Татево на карте Яндекс [Архівовано 12 березня 2016 у Wayback Machine.]
- Ушакова И. В. «Из доброго сокровища сердца своего…». — Нижний Новгород: Родное пепелище, 2013. 224 с. (статьи и письма С. А. Рачинского)
- Ирина Ушакова: «Рачинский — это фигура не провинциальная, а всероссийская» [Архівовано 29 січня 2018 у Wayback Machine.] Беседа Станислава Минакова с составителем книги статей и писем русского педагога-просветителя // «Столетие» от 11.10.2013.
- С. [Архівовано 29 січня 2018 у Wayback Machine.] А. Рачинский в воспоминаниях Боратынских [Архівовано 29 січня 2018 у Wayback Machine.]
- Знаменитый педагог из Татево (Оленинский район) — С. А. Рачинский
- Рачинский о древних классических языках в школе [Архівовано 25 січня 2018 у Wayback Machine.]